# 루이즈 쉐빌로트
루이즈 쉐빌로트(Louise Chevillotte, 1995년 3월 2일 ~ )는 프랑스의 배우이다.